# Иронский переулок (Владикавказ)
Иро́нский переулок — переулок во Владикавказе, Северная Осетия, Россия. Переулок располагается в Иристонском муниципальном округе Владикавказа между улицами Коста Хетагурова и Павленко. Начинается от улицы Коста Хетагурова.
Название переулка происходит от самоназвания осетин — «ирон».
Переулок сформировался в середине XIX века и был отмечен в списке улиц Владикавказа как переулок Осетинский. Упоминается под этим же названием в Перечне улиц, площадей и переулков от 1911 и 1925 годов.
26 июня 1928 года переулок Осетинский был переименован в переулок Иронский.